# سيدي حجاج واد حصار
سيدي حجاج هي جماعة قروية وقرية مغربية شبه حضرية تقع جنوبي الدار البيضاء. تنتمي جماعة سيدي حجاج واد حصار لإقليم مديونة و تضم 20.245 نسمة (حسب الإحصاء الرسمي 2004).